# Bernard Hugo (homme politique, 1930-2021)
Pour les articles homonymes, voir Hugo, Bernard Hugo et Bernard Hugo (homme politique, 1925-2001).
Bernard Michel Hugo, né le 4 octobre 1930 à Crosne, Essonne, et mort le 19 mars 2021 à Guyancourt, Yvelines, est un homme politique français. Membre du Parti communiste français, il est maire de Trappes de 1966 à 1996 et sénateur des Yvelines de 1977 à 1986.

## Biographie
Bernard Hugo est né le 4 octobre 1930, à Crosne, au sein d'une famille ouvrière. À la sortie de l’École normale d’instituteurs de Versailles, il est nommé à Houdan en 1951, à Versailles en 1953, puis à Trappes en 1954. Il y crée le foyer laïque municipal dont il assume le secrétariat général peu après. En 1956, il obtient le certificat d’aptitude pédagogique des collèges d’enseignement général et enseigne en collège comme professeur de 1956 à 1965, puis obtient en 1964 le certificat d’aptitude à l’enseignement des enfants inadaptés.
Membre de l'Union de la jeunesse républicaine de France (UJRF) en 1947, il adhère l'année suivante au Parti communiste français.
Militant associatif, il s’engage dans les années 1950 au sein de l’association Vacances populaires éducatives, liée au Secours populaire, et dans l’association Insertion, Éducation et Soins, qui gérait les établissements pour jeunes handicapés.
Membre, entre autres, du conseil national du Mouvement de la paix, il a été l'un des vice-présidents de l'Association d'amitié franco-coréenne.
Bernard Hugo meurt le 19 mars 2021.

## Mandats électifs

### Mairie de Trappes
Bernard Hugo est élu conseiller municipal en 1959 et devient adjoint au maire avec les délégations de l'école, les sports et la culture. Puis il est 1er adjoint en 1965 et maire de 1966 à 1996. Il passe alors la main à Jacques Monquaut mais reste conseiller municipal jusqu'en 2001. Ainsi, Bernard Hugo travaille pendant 42 ans au sein du conseil municipal de Trappes.

### Sénateur
Il est élu sénateur des Yvelines le 25 septembre 1977. Membre de la commission des affaires culturelles jusqu'en 1978, il intègre ensuite la commission des affaires économiques. Son mandat prend fin le 1er octobre 1986.